# Vishnu Reddy
Vishnu Reddy (Vishnu Vardhan Reddy, Vishnu Reddy Kanupuru) est un astronome indien né en 1978.

## Biographie
Passionné d'astronomie à la fin de son enfance, il a commencé sa vie professionnelle par une carrière de journaliste à New Delhi. Il rencontra lors d'une interview Tom Gehrels et il s'est alors convaincu de devenir chercheur. Il réalise ses activités à l'université du Dakota du Nord.
Le Centre des planètes mineures le crédite de la découverte de vingt-trois astéroïdes entre 2002 et 2005. Il a aussi redécouvert l'astéroïde (139913) 2001 RB109 en tant que 2004 GS28. Par ailleurs, sa femme, Pratibha Kumar, a découvert trois astéroïdes : (117708) 2005 FP5, (166944) Seton et (248245) 2005 FQ5.
L'astéroïde (8068) Vishnureddy lui est dédié.
| (78118) Bharat           | 4 juillet 2002    |
| (114703) North Dakota    | 24 mars 2003      |
| (115434) Kellyfast       | 5 octobre 2003    |
| (133432) Sarahnoble      | 22 septembre 2003 |
| (144716) Scotttucker     | 13 avril 2004     |
| (151834) Mongkut         | 26 mars 2003      |
| (151835) Christinarichey | 27 mars 2003      |
| (156939) Odegard         | 24 mars 2003      |
| (167976) Ormsbymitchel   | 1er avril 2005    |
| (172505) Kimberlyespy    | 22 septembre 2003 |
| (172526) Carolinegarcia  | 4 octobre 2003    |
| (175204) Gregbyrne       | 31 mars 2005      |
| (189945) Teddykareta     | 4 octobre 2003    |
| (196895) 2003 TM3        | 4 octobre 2003    |
| (197449) 2003 YK111      | 22 décembre 2003  |
| (242415) 2004 GX28       | 14 avril 2004     |
| (313790) 2003 YL111      | 22 décembre 2003  |
| (450251) 2003 TO3        | 4 octobre 2003    |